# 北関東綜合警備保障

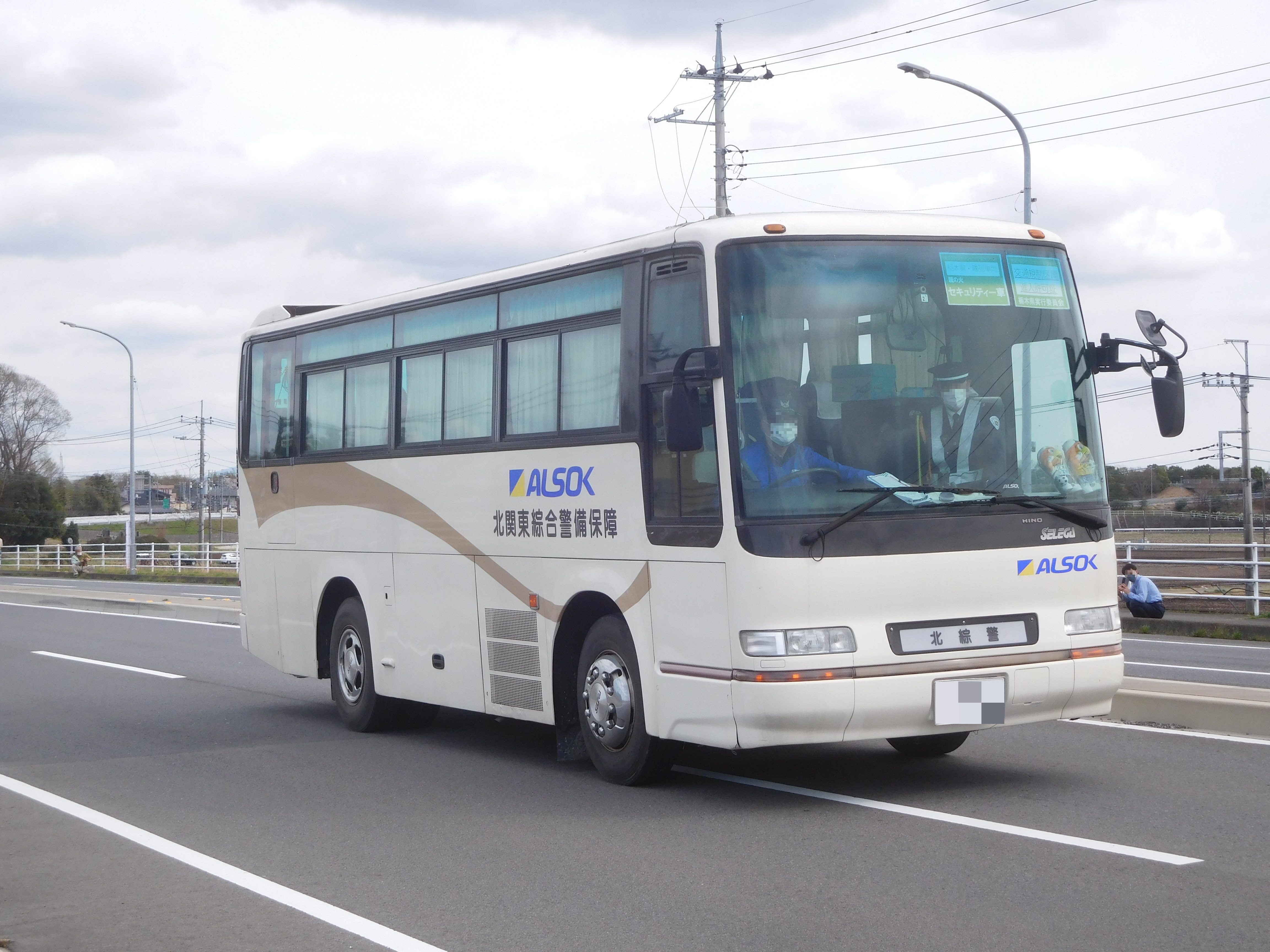
東京オリンピックの聖火リレーで警備に当たる北関東綜合警備保障のセキュリティ車

北関東綜合警備保障株式会社（きたかんとうそうごうけいびほしょう）は、栃木県全域と茨城県・群馬県の一部をサービスエリアとするセキュリティーサービス会社。ALSOKの主要関係会社。売上げは日本国内のALSOKグループ中第6位である。

## 概要
1968年12月12日設立。初代社長の青木忠三は茨城県出身の元栃木県の警察官（最後は宇都宮中央警察署署長）で1993年12月まで社長を務めた。初代社長の長男の青木勲は元栃木県の警察官、1974年4月に入社、1993年12月より社長を務め、2017年より会長。2017年からは勲の長男、青木靖典が社長を務めている。創業当初は学校や役所の警備を主とし、1977年頃より現金輸送警備に参入した。2020年より栃木県の委託により新型コロナウイルス感染症の感染者療養施設の出入管理業務を担当している。
2017年以降、裁判所や大学など群馬県内の公共施設向けに、国や自治体などが発注する機械警備業務の入札で警備会社7社で談合を繰り返したとして、2022年2月、私的独占の禁止及び公正取引の確保に関する法律（独占禁止法）違反（不当な取引制限）で再発防止を求める排除措置命令を受け、課徴金497万円の納付も命じられた。
社内に栃木県日韓親善協会事務局を置いている。
2004年に落成した新本社ビルは「あんしんかん」の名称で万一の際の緊急避難場所、災害情報基地としての機能を有している。本社ビルで自社主催の展覧会を開催することがある。
グループ会社には、（株）北関東警送サービス、北総産業（株）、日本電子工学（株）などがある。

## 特色
ALSOK連盟会社は多くの会社が共通の制服（ワッペンの識別番号のみ違う）を採用しているが、同社はオリジナルのものを採用している。独自のマスコットキャラクター『まもるくん』を採用している。
1995年に警備会社として初めて消火用タンク車を導入し、2003年より自前のレスキュー隊を組織するなど、災害対応に注力する。導入にあたっては消防当局と根気強く交渉し、塩谷広域行政組合消防本部から救助法の指導を受けた。
指定管理者として栃木県防災館と栃木県ライフル射撃場の管理運営を手掛けている。なお、専務が栃木県の労働委員を務めているため、指定管理者の欠格事由に該当し、本来は指定管理者になることができなかったが、県側のチェックミスであったことから、指定が取り消されることはなかった。（なお、この欠格事由は2023年10月に撤廃された。）